# Oenosandra boisduvali
Oenosandra boisduvali är en fjärilsart som beskrevs av Newman 1856. Oenosandra boisduvali ingår i släktet Oenosandra och familjen Oenosandridae. Inga underarter finns listade i Catalogue of Life.